# کیت نش
کیت ماری نش (به انگلیسی: Kate Marie Nash) متولد ۶ ژوئیه ی ۱۹۸۷ خواننده، ترانه سرا، و نوازنده، از پدر انگلیسی و مادر ایرلندی در انگلستان متولد شد. از همان دوران کودکی به موسیقی علاقه پیدا کرده و در همان سنین کودکی به آموختن پیانو در مدرسه Sandbach مشغول شده است. آلبوم دوم خود را تحت عنوان، بهترین دوست من تو هستی در انگلستان منتشر کرد. همچنین در سال ۲۰۰۸ برنده بهترین هنرمند زن جوایز بریت اواردز انگلستان نیز بوده او بزرگ شده شمال غربی لندن است و در نواختن گیتار تبحر دارد.